# Ауграбис
Аугра́бис (Aughrabies) — водопад на реке Оранжевой, в Северо-Капской провинции ЮАР. Высота 190 м (непрерывного падения — 148 м, по другим данным — 146 м). Расположен в 500 км от устья. Потоки воды устремляются в скалистое ущелье, глубиной до 200 м и длиной 18 км.
Название Aughrabies водопаду дал финн Хендрик Якоб Викар (Hendrik Jakob Wikar), который переправлялся через реку в 1778 году. Оно происходит от слова из койсанских языков Aukoerebis, которое означает «место большого шума».
В 1954 году город Апингтон выступил с инициативой о создании на месте водопада национального парка. 5 августа 1966 года было объявлено о создании национального парка «Ауграбис».

## Фауна
Редкий подвид чёрного носорога был заново заселён на территории парка. Здесь можно встретить также канну, антилопу-прыгуна, обыкновенного стенбока.

## Галерея

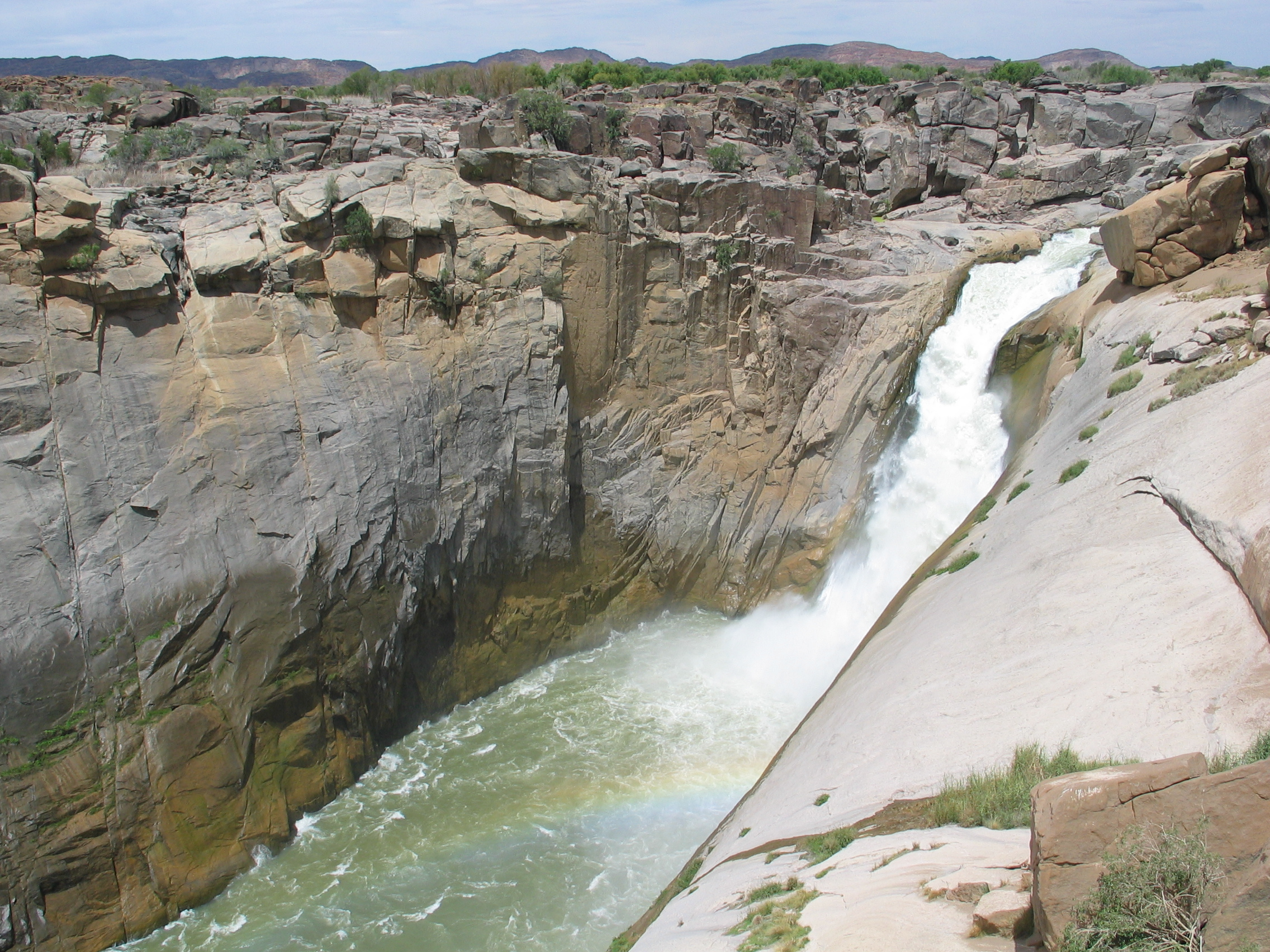
Водопад Ауграбис
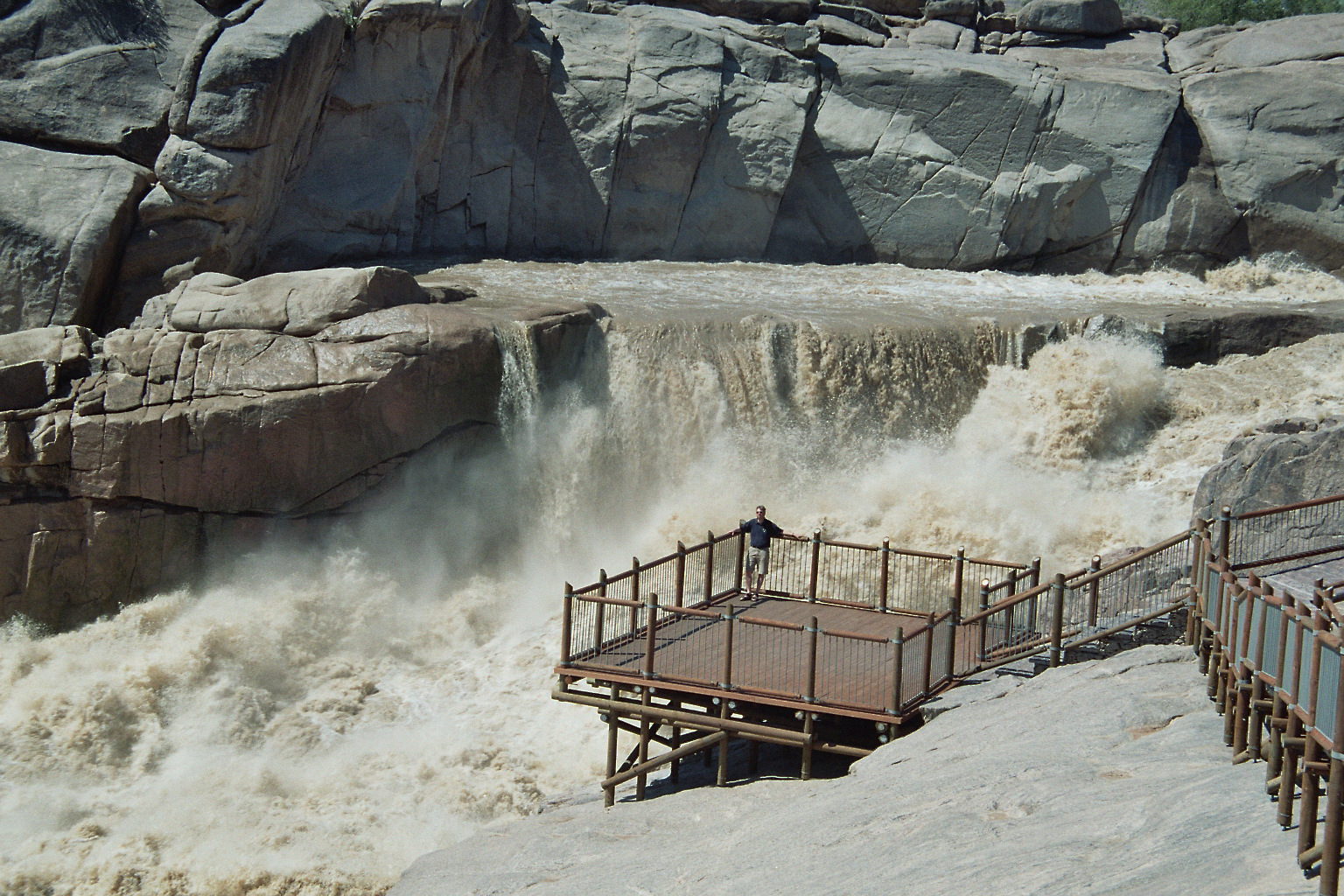
Водопад во время разлива реки
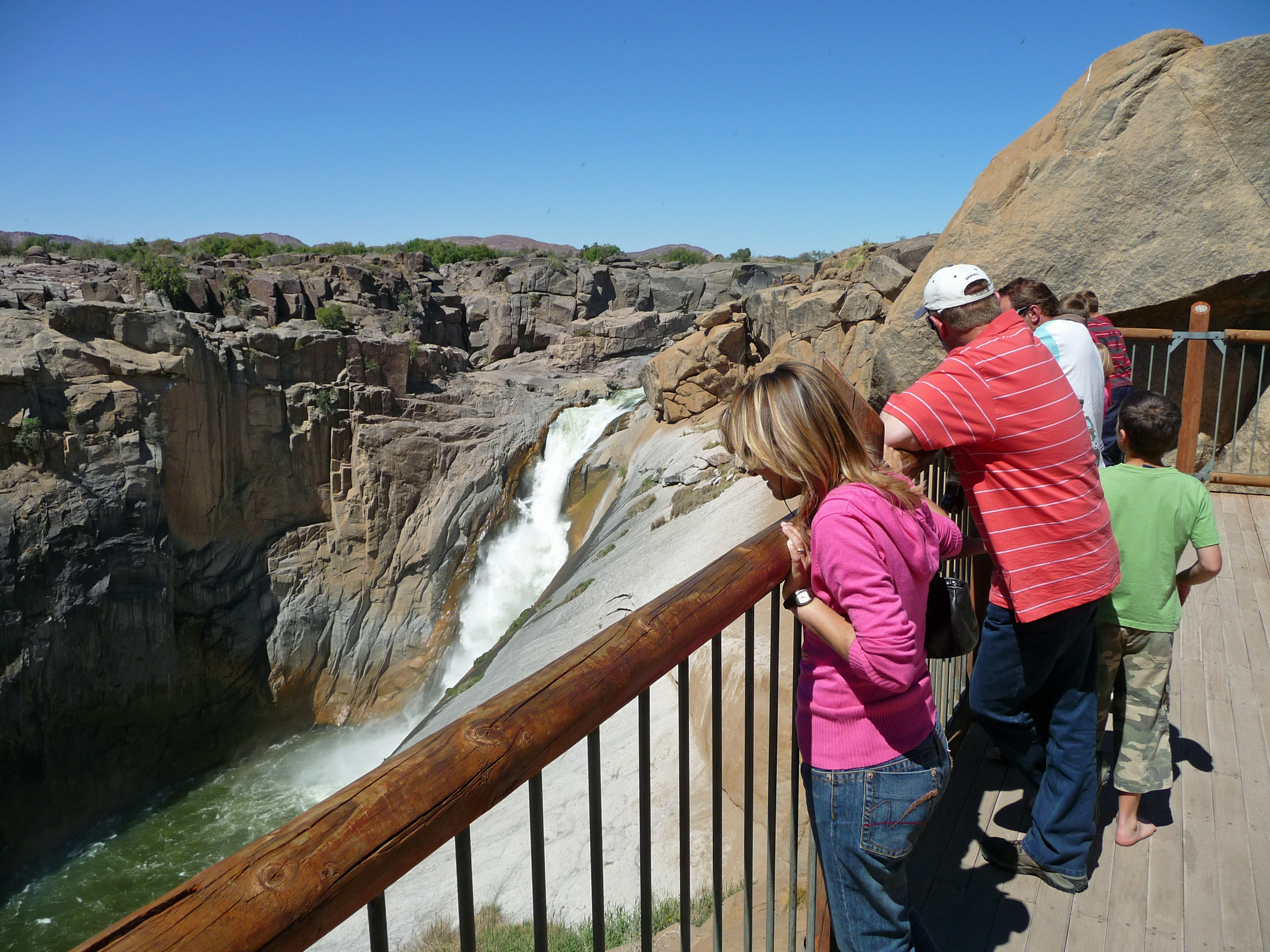
Смотровая площадка
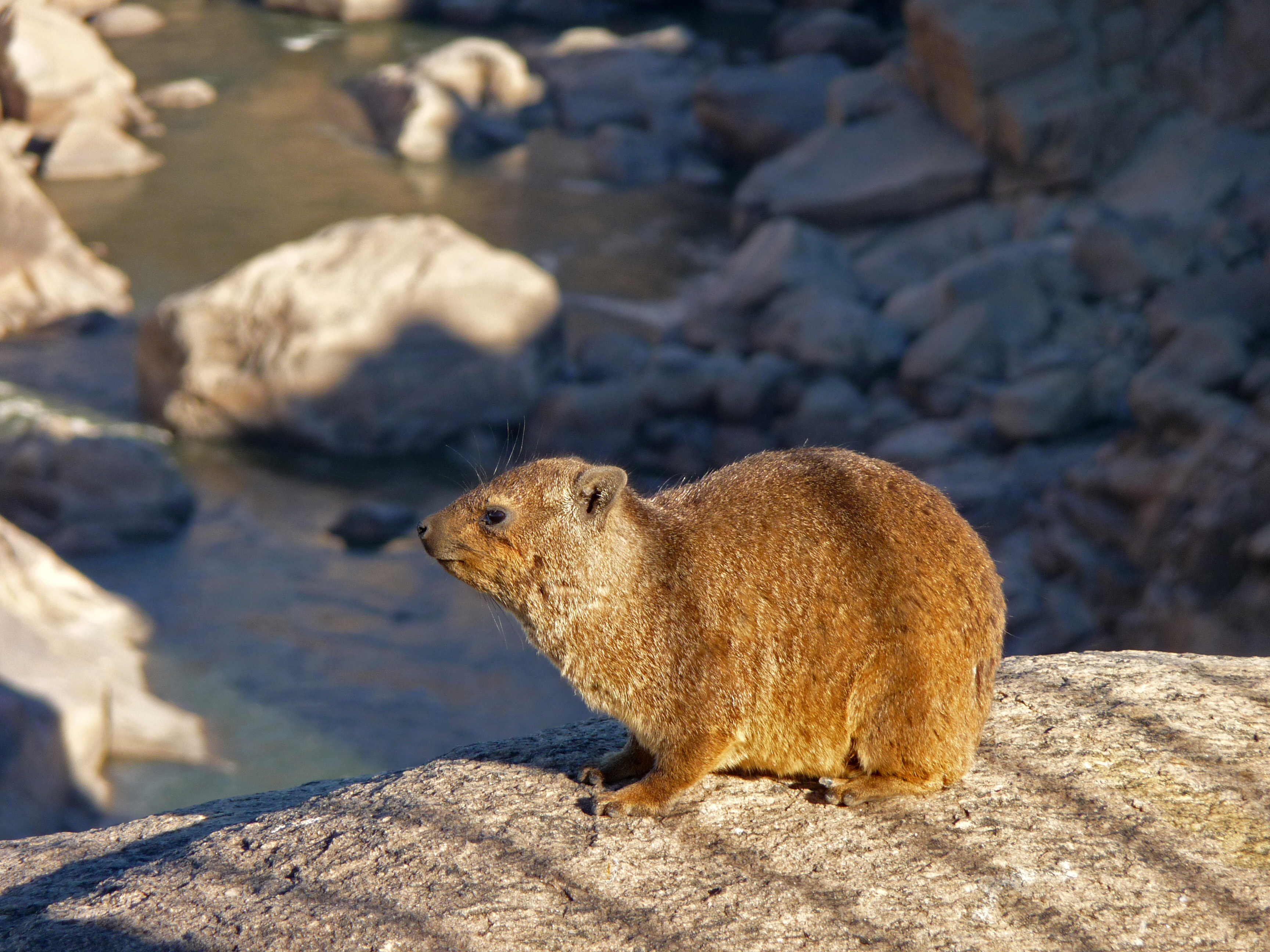
Капский даман греется на солнышке
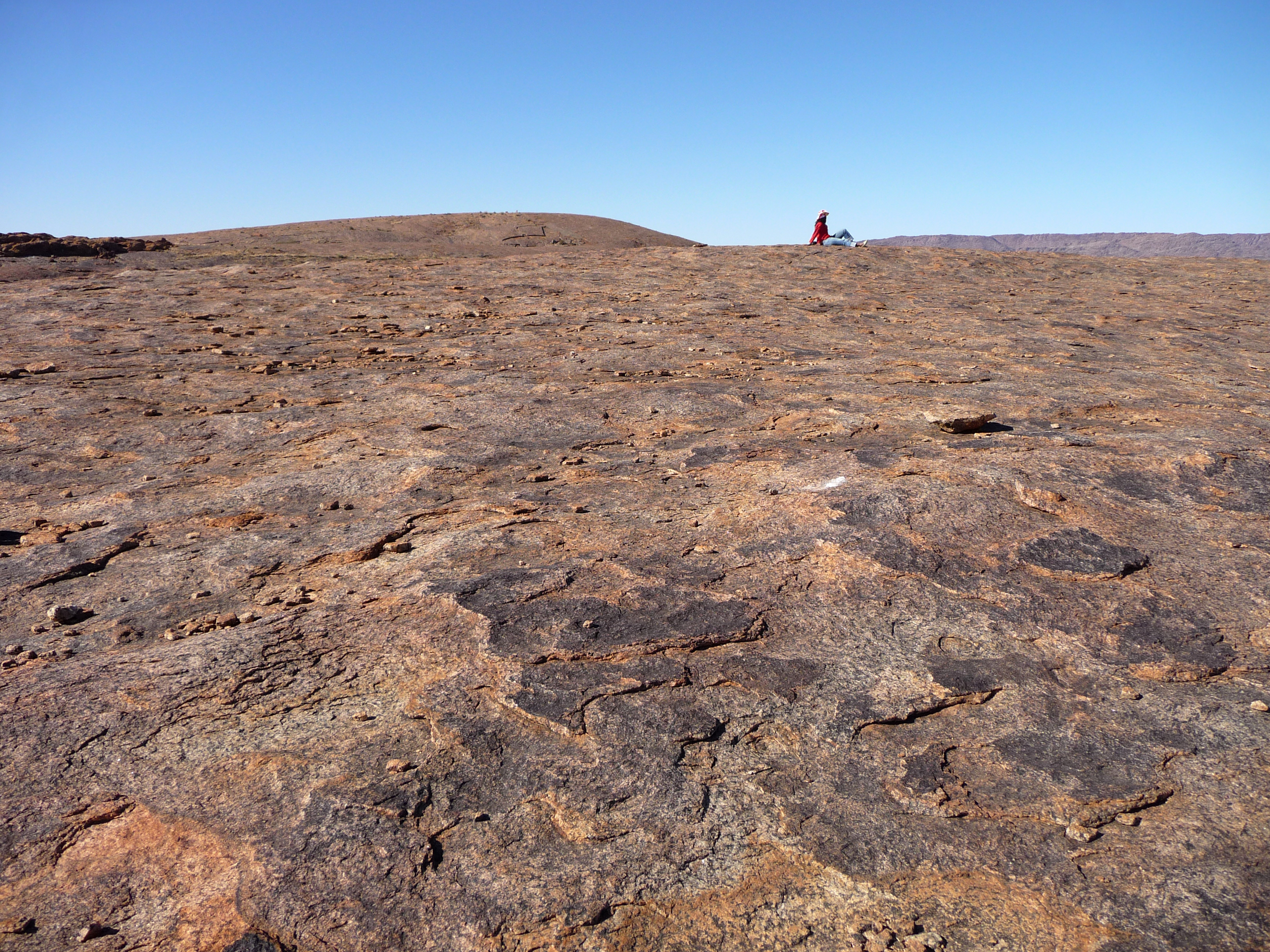
Горные породы в национальном парке
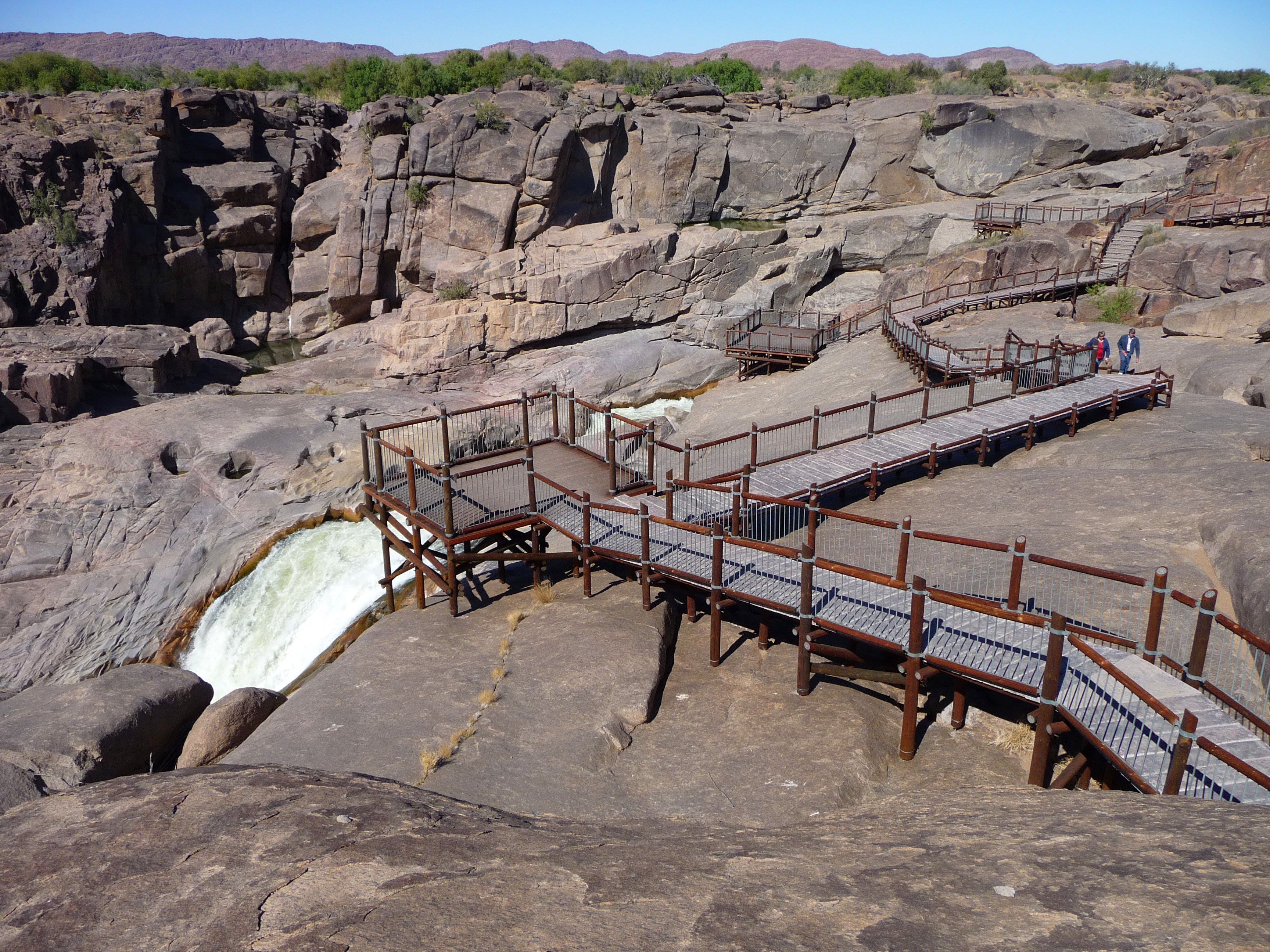
Искусственные пешеходные тропы со смотровыми площадками